# Старе місто (Євпаторія)
Старе місто (крим. Eski şeer) — місцевість Євпаторії, найстарший район міста, зберігає планування середньовічного Кезлєва.

## Опис
Охоплює зону старовинної забудови від берега моря до сучасної вулиці Інтернаціональної.
Обмежується вулицями Інттернаціональна, Революції, Піонерської, Дм. Ульянова.
Досить тихий район (крім набережної ім. Терешкової).
Відстань до моря – не більше 700 м.
Населення – близько 7 000 чол.
Пам'ятки: вірменська церква Сурб Нікогайос (Святого Миколая), Кезлевська мечеть (Джума-Джамі), Текіє дервішів, Кенаси, Свято-Миколаївський собор.

## Історія
Середневічне місто було густо заселений людьми різних національностей і віросповідань. Величні мечеті, фонтани і турецькі бані прикрашали місто. Люди розділили його на грецький, циганський, мусульманський, вірменський та караїмський житлові квартали. Нескінченний лабіринт із десятками кривих звивистих вуличок та темних провулків, безкінечних стін і вузьких проходів.
Потрапити у місто можна було лише через міські ворота. Та через який саме із п’яти входів – залежало від того, з яким багажем, яким транспортом і з якою метою ви їдете, чи йдете. Портові ворота, Кінські, Ворота білого мула, Земляні та Ворота дров’яного базару – кожні з них мали окреме призначення.
Із західного боку розміщались дуже вузькі ворота, через які могла пройти лише одна людина, або проїхати вершник на коні. Звідси і назва – Кінські (Інад-капусу). Зараз на їх місці встановили стилізовану композицію.
Ворота Білого мула (Ак-мула-капусу) мали особливе значення. Через них перевозили прісну воду до міста – у великих візках із бочками. Над воротами був зображений людський живіт. Самі вони були красивою архітектурною будівлею, яка знаходилась у північній частині міста.
З того ж північного боку були Земляні ворота (Топрак-капусу). Їх високу вежу прикрашав символ ханської влади. Ходили чутки, що ці ворота були частиною підземних ходів, які і зараз існують у підземеллях Євпаторії.
Портові ворота (Іскеле-капусту) були проходом у місто з боку моря. Вони служили своєрідною морською митницею, де збиралися податки з мореплавців. Ворота мали арку, внутрішню сторону якої прикрашало зображення людської голови.
Останні, ворота Дров’яного базару (Одун-базар-капусу) розташовувалися на сході. Саме звідси вела дорога на Бахчисарай. І, кажуть, саме через ці ворота кримські хани після відправи у храмі переходили у палац. Названі ворота так через те, що відразу за ними відкривався вхід на ринок.
Вони – єдині, які не були зруйновані і простояли аж до ХХ століття. А у 2004-му їх повністю відновили як архітектурну пам’ятку. Конструкція висотою 14 метрів має широкий арковий прохід. На другому поверсі розташувалось кафе-музей, а на третьому – музей «Ворота Ґьозльова». До речі, саме від цих воріт розпочинається рекомендований ЮНЕСКО туристам міський маршрут Євпаторією під назвою «Малий Єрусалим».